# Léchage
Le léchage est l'action de passer la langue sur une surface, afin de déposer de la salive sur cette surface, de collecter un liquide sur la langue afin de l'ingérer, ou pour procurer un plaisir. De nombreux animaux boivent et se nettoient par léchage.
Ce terme est, entre autres, utilisé pour décrire certaines pratiques sexuelles comme le felching.

## Fonctions chez les animaux

### Toilettage

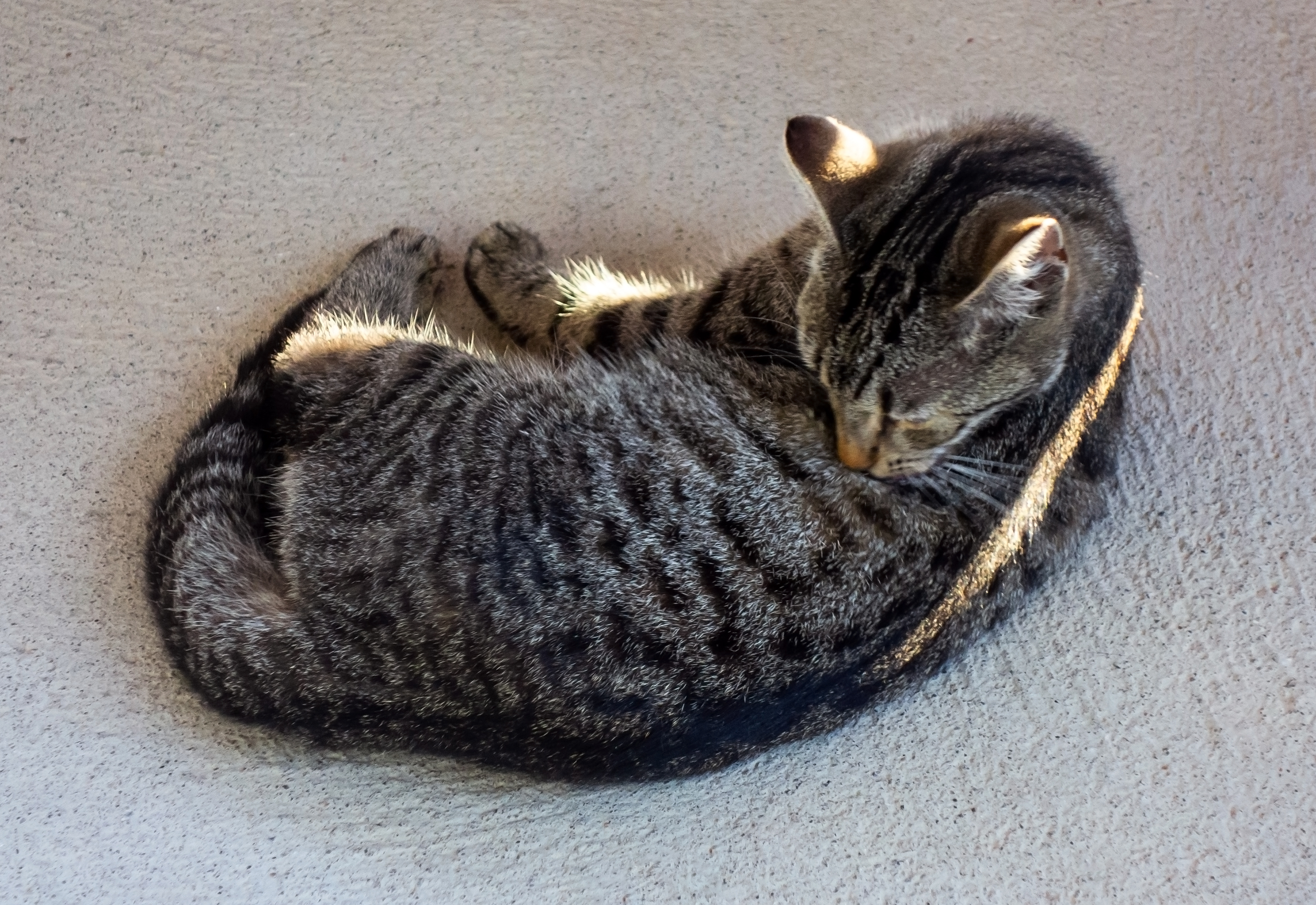
Chat faisant sa toilette.

Les animaux se nettoient généralement en se léchant. Chez les mammifères, le léchage permet de garder la fourrure propre et démêlée. La langue de nombreux mammifères a une surface supérieure rugueuse qui agit comme une brosse lorsque l'animal lèche sa fourrure. Certains reptiles, comme les geckos, se nettoient les yeux en les léchant. Les mammifères lèchent généralement leur progéniture immédiatement après la naissance ; chez de nombreuses espèces, cette opération est nécessaire pour libérer le nouveau-né du sac amniotique. Le léchage permet non seulement de nettoyer et d'assécher la fourrure de la progéniture, mais aussi de stimuler ses processus respiratoire et digestif.

### Acquisition de nourriture et d'eau

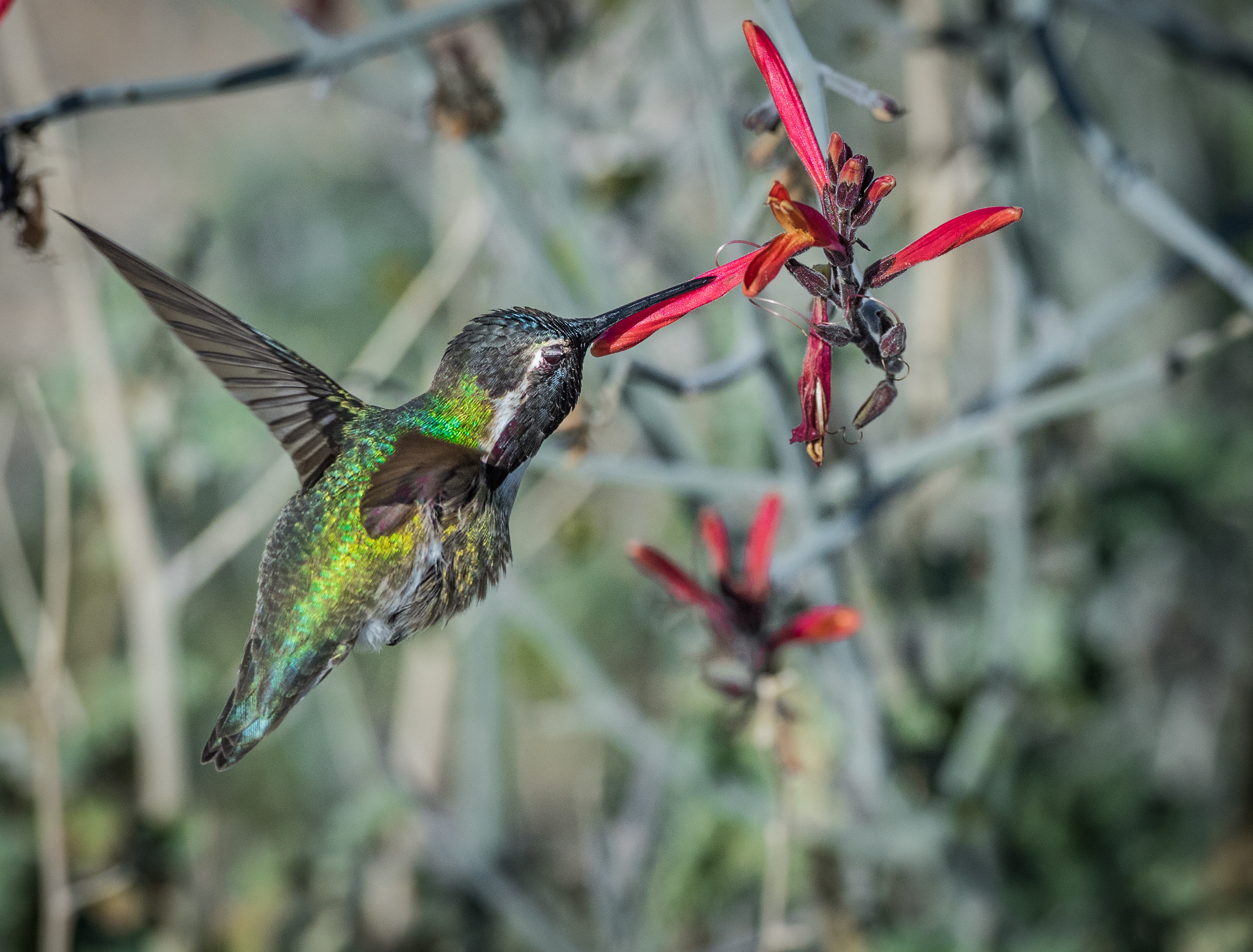
Colibri buvant du nectar.

On dit souvent que les colibris « sirotent » le nectar, mais en fait, ils le lapent sur leur longue langue,. Les bords de leur langue sont frangés, ce qui les aide à manger le nectar et à attraper de minuscules insectes. Les mères colibris lèchent également leurs oisillons après une tempête de pluie pour les sécher en léchant les gouttelettes d'eau sur le pelage des oisillons afin d'éviter qu'ils ne se refroidissent. De nombreux animaux boivent en se léchant. Alors que les jeunes mammifères boivent le lait des tétines de leur mère en le suçant, la méthode typique de consommation des mammifères adultes consiste à tremper la langue dans l'eau à plusieurs reprises et à l'utiliser pour aspirer l'eau dans la bouche. Cette méthode repose en partie sur l'adhérence de l'eau à la surface de la langue et en partie sur le contrôle musculaire de la langue pour lui donner la forme d'une cuillère. Les bovins, les chevaux et d'autres animaux lèchent des pierres, des pierres à sel ou d'autres objets pour obtenir des minéraux nutritifs,.

### Thermorégulation

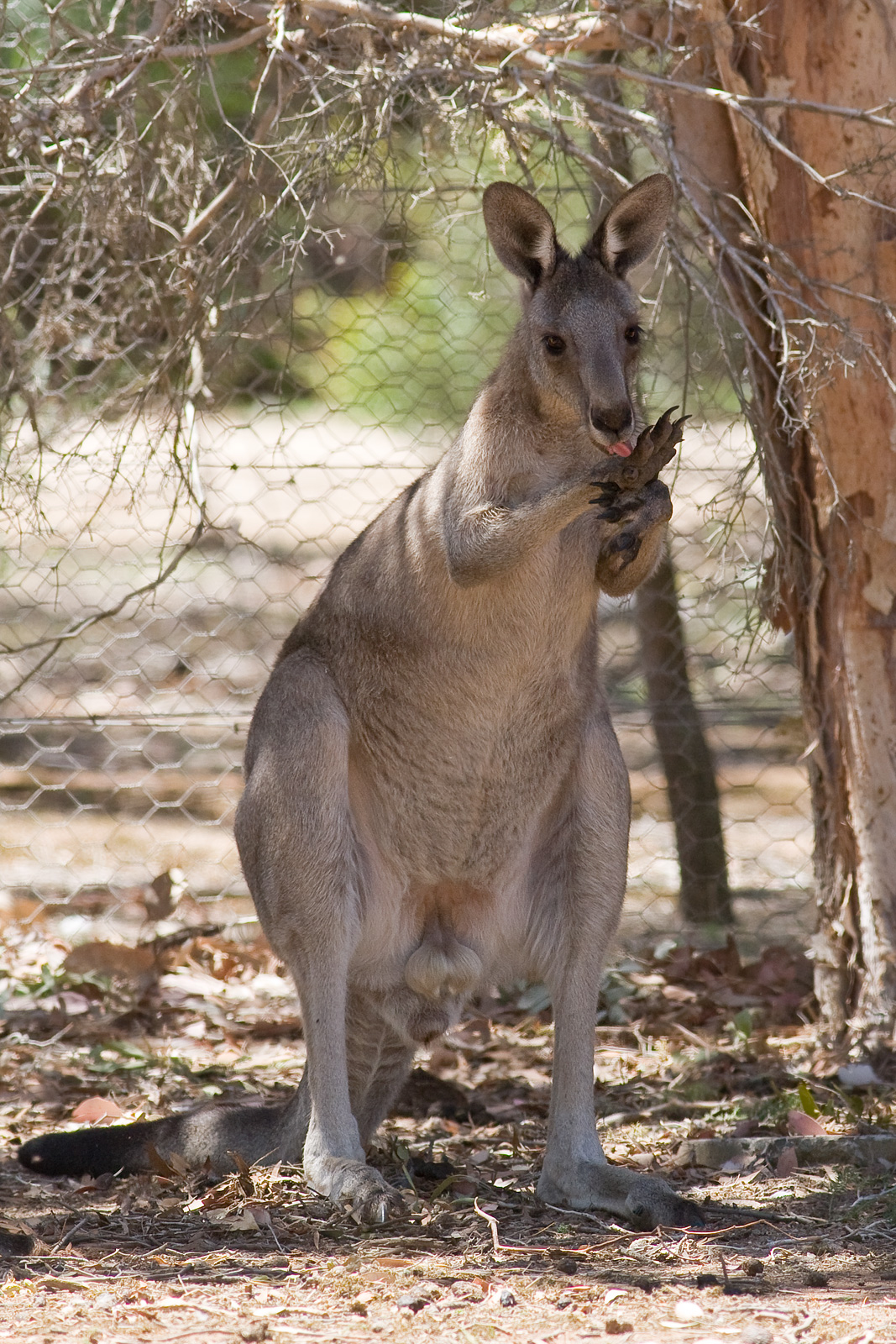
Kangourou se léchant pour se rafraîchir par une journée très chaude. Victoria, Australie, janvier 2008.

Certains animaux se lèchent pour se rafraîchir. Les chats ne transpirent pas comme les humains et la salive déposée par le léchage constitue un moyen similaire de refroidissement par évaporation. Certains animaux répandent leur salive sur les parties du corps dépourvues de fourrure, afin de maximiser la perte de chaleur. Par exemple, les kangourous se lèchent les poignets et les rats les testicules,.

### Odorat

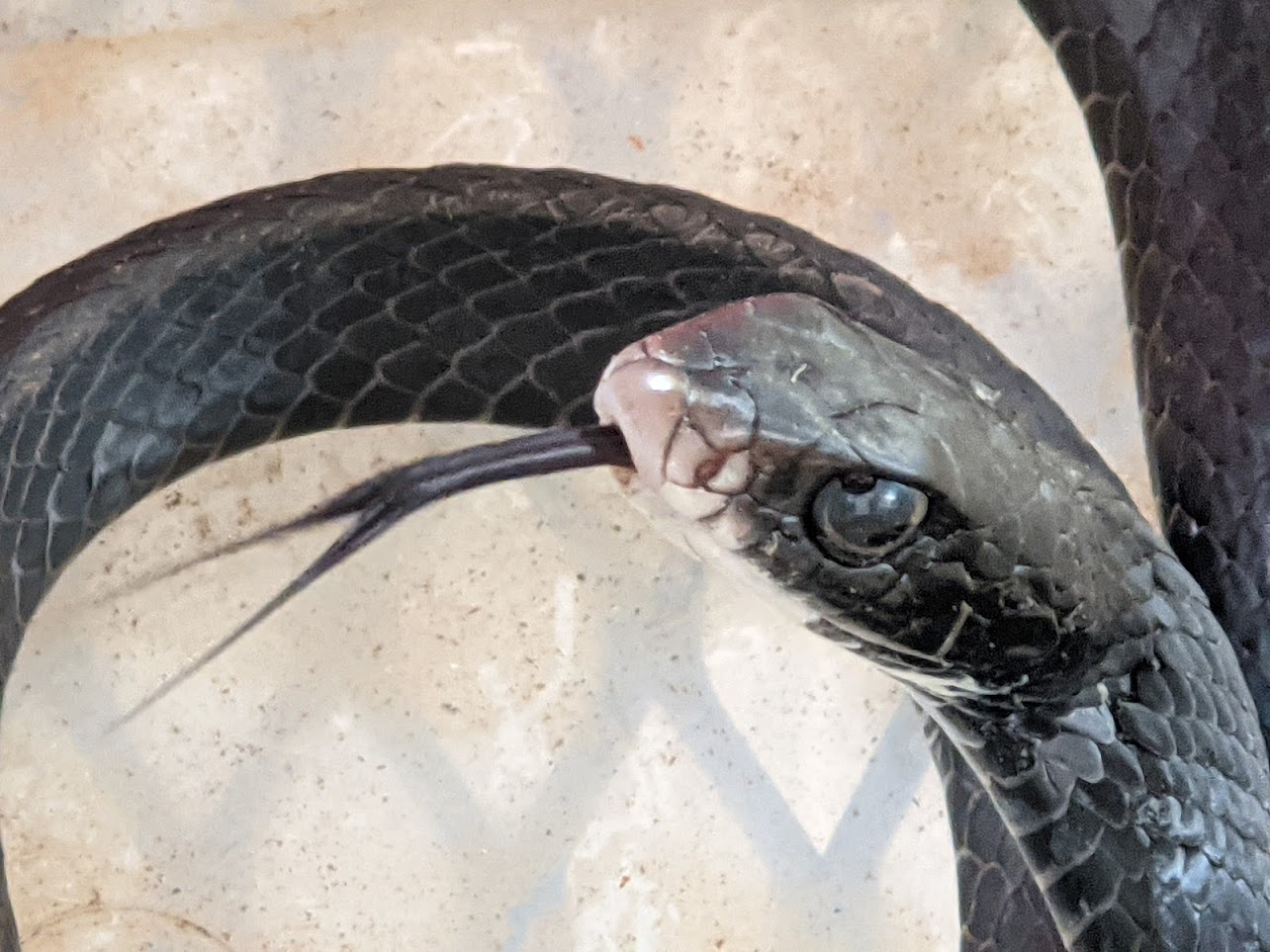
Serpent avec la langue en mouvement.

Les animaux utilisent également leur langue pour améliorer leur odorat. En léchant une surface ou en étendant la langue au-delà de la bouche, les molécules sont transférées par la langue aux récepteurs olfactifs du nez et, chez certains animaux, à l'organe voméronasal. Chez certains mammifères, la langue est utilisée pour « lécher » l'air pendant la réaction de fuite afin de faciliter le transfert des phéromones. De même, les serpents utilisent l'odorat pour traquer leurs proies. Ils sentent en utilisant leur langue fourchue pour collecter les particules en suspension dans l'air, puis en les transmettant à l'organe voméronasal,,. Ils gardent leur langue constamment en mouvement, prélevant des particules dans l'air, le sol et l'eau, analysant les substances chimiques trouvées et déterminant la présence de proies ou de prédateurs dans l'environnement local.

### Communication
Les chiens et les chats se lèchent à la fois pour se nettoyer et pour montrer leur affection entre eux ou à l'homme, généralement en se léchant le visage. De nombreux animaux utilisent le léchage comme signal de soumission ou d'apaisement dans les hiérarchies de dominance,.

### Comportement d'accouplement
Le toilettage génital post-copulatoire se produit souvent chez les rats mâles et les primates prosimiens. Ce comportement peut prévenir la transmission de maladies,.

## Léchage anormal
L'autoléchage peut parfois devenir anormalement fréquent et entraîner un granulome de léchage. La cause la plus fréquente des granulomes de léchage semble être psychologique, liée au stress, à l'anxiété, à l'angoisse de séparation, à l'ennui ou à la compulsivité. Les granulomes de léchage sont surtout observés chez les chiens actifs laissés seuls pendant de longues périodes. Une théorie veut que le léchage excessif provoque la libération d'endorphines, ce qui réduit la douleur et rend le chien temporairement euphorique. L'animal reçoit ainsi un retour d'information positif sur le léchage, ce qui le rend dépendant de ce comportement.
Les animaux en captivité développent parfois une stéréotypie du léchage au cours de laquelle les surfaces (murs, barreaux, barrières, etc.) sont léchées de manière répétée sans raison apparente. Ce phénomène est observé chez des girafes et des chameaux en captivité,.